# Милс Ривер (Северна Каролина)
Милс Ривер (енгл. Mills River) град је у америчкој савезној држави Северна Каролина.

## Демографија
По попису из 2010. године број становника је 6.802.
| Група             | 2000.    | 2010.         |
| Белци             | 0 (0,0%) | 6.287 (92,4%) |
| Афроамериканци    | 0 (0,0%) | 116 (1,7%)    |
| Азијати           | 0 (0,0%) | 49 (0,7%)     |
| Хиспаноамериканци | 0 (0,0%) | 265 (3,9%)    |
| Укупно            | 0        | 6.802         |